# Amynthas whitteni
Amynthas whitteni — вид малощетинкових червів родини мегасколецид (Megascolecidae). Описаний у 2020 році.

## Назва
Вид названо на честь доктора Тоні Віттена (1953—2017) з організації Fauna and Flora International, який зробив значний внесок у знання про печерних безхребетних та ініціював декілька проєктів щодо біорізноманіття в Азії від Індонезії до Китаю, В'єтнаму та М'янми.

## Поширення
Ендемік М'янми. Типові зразки зібрані у місті Молам'яйн.

## Опис
Тіло завдовжки 190—265 мм, діаметр 8,5–10 мм, складається з 98–152 сегментів. Верхня частина тіла чорного кольору, нижня — червона.